# Zacharias Frankel College
Das Zacharias Frankel College ist ein An-Institut der Universität Potsdam und bildet konservative/Masorti-Rabbiner aus. Das 2013 eröffnete College ist die fünfte Ausbildungsstätte für Rabbiner und Rabbinerinnen der konservativen/Masorti-Bewegung. Andere konservative/Masorti-Rabbinerseminare sind das Jewish Theological Seminary of America in New York, das Schechter Rabbinical Seminary in Jerusalem, die Ziegler School of Rabbinic Studies an der American Jewish University in Los Angeles und das Seminario Latinoamericano Marshall T. Meyer in Buenos Aires.
Das Zacharias Frankel College steht unter der religiösen Leitung der Ziegler School of Rabbinic Studies und wurde in Partnerschaft mit der Leo Baeck Foundation gegründet. Das College wurde nach Rabbiner Zacharias Frankel (1801–1875) benannt, dem Gründungsdirektor des Jüdisch-Theologischen Seminars in Breslau, das von 1854 bis 1938 bestand.
Das Studium dauert in der Regel fünf Jahre, in denen die Studierenden einen BA und MA Abschluss in Jüdischer Theologie von der Universität Potsdam erhalten, sowie an verschiedenen Kursen am Zacharias Frankel College teilnehmen, die zur Ordination führen. Die Studierenden verbringen außerdem ein Jahr an der Conservative Yeshiva in Jerusalem und absolvieren Praktika in einer Synagoge und/oder pädagogischen Einrichtung.  
Absolventen und Absolventinnen des Zacharias Frankel College erhalten mit der Ordination ein Anrecht auf Mitgliedschaft in der International Rabbinical Assembly of Masorti/Conservative Rabbis, dem Berufsverband der Masorti Rabbiner, der weltweit rund 1700 Mitgliedern hat.
Rabbiner  Bradley S. Artson und Rabbinerin Cheryl Peretz, Dekan und Vize-Dekanin der Ziegler School of Rabbinic Studies, fungieren als Dekan und Vize-Dekan des Zacharias Frankel College. Rabbiner Walter Homolka war bis zur Beurlaubung 2022 wegen Machtmissbrauch und im Januar 2023 erfolgter Aufgabe der Leitung, Executive Direktor. Rabbinerin Gesa S. Ederberg, Rabbinerin der konservativen/Masorti Synagoge Oranienburger Straße in Berlin, ist Director of Congregational Proficiency und für die praktische Ausbildung am College verantwortlich.  Sandra Anusiewicz-Baer ist Koordinatorin des Zacharias Frankel College. 
Als erste Absolventin hat Nitzan Stein Kokin ihre Ausbildung am Frankel College abgeschlossen. Sie wurde am 18. Juni 2017 / 24. Sivan 5777 feierlich im Gemeindehaus der Jüdischen Gemeinde zu Berlin in der Fasanenstraße ordiniert.